# María Virginia Zonta
María Virginia Zonta (* 30. September 1989 in Santa Fe) ist eine argentinische Beachvolleyballspielerin.

## Karriere
Zonta bildete seit 2010 ein Duo mit Ana Gallay. Die beiden Argentinierinnen entwickelten sich in den folgenden Jahren zum erfolgreichsten Team ihres Landes und erzielten auch bei südamerikanischen Turnieren einige vordere Platzierungen. Sie nahmen 2011 und 2012 an den Brasília Open sowie 2012 am Turnier in Sanya teil, kamen dabei aber nicht über den 41. Platz hinaus. Über den Continental Cup qualifizierten sich Gallay/Zonta für die Olympischen Spiele in London. Dort traten sie als einziges weibliches Duo ihres Landes in der Vorrunde unter anderem auf die späteren Silbermedaillengewinnerinnen Kessy/Ross aus den USA. Sie konnten in ihren drei Gruppenspielen jedoch keinen Satz gewinnen und mussten sich nach der Vorrunde verabschieden. 2013 gewannen Gallay/Zonta das erste Turnier der Continental Tour in Chile. Bei den folgenden Turnieren der Tour belegten sie die Plätze zwei bis vier. Außerdem kamen sie beim Grand Slam in Corrientes auf den 17. Rang. Nach einem fünften Platz beim Continental Cup trennten sich die beiden.
Zonta spielte auf der Continental Tour mit 2014 mit Julieta Puntin, 2015/2018 mit Cecilia Peralta und 2016 mit Maria Julia Benet. Nach dem Karriereende von Georgina Klug spielte Zonta 2017 wieder an der Seite von Ana Gallay, mit der sie bei der WM in Wien die Hauptrunde erreichte und hier gegen die Brasilianerinnen Larissa/Talita ausschied.
2019/2020 war die 19-jährige Brenda Ailen Churin Zontas Partnerin auf der kontinentalen Tour.